# Сигурно је сигурно
„Сигурно је сигурно” је југословенски криминалистички ТВ филм из 1965. године. Режирао га је Сава Мрмак а сценарио је написао Малколм Хулке.

## Улоге
| Глумац                 | Улога |
| ---------------------- | ----- |
| Драгомир Бојанић Гидра |       |
| Оливера Катарина       |       |
| Зоран Лонгиновић       |       |
| Милан Панић            |       |
| Никола Симић           |       |
| Растко Тадић           |       |
| Еуген Вербер           |       |